# Cúp bóng đá châu Phi 2021
Cúp bóng đá châu Phi 2021 (còn được gọi là AFCON 2021 hoặc CAN 2021) là Cúp bóng đá châu Phi lần thứ 33, diễn ra tại Cameroon từ ngày 9 tháng 1 đến ngày 6 tháng 2 năm 2022.
Ban đầu, giải đấu dự kiến diễn ra vào tháng 6 và tháng 7 năm 2021. Tuy nhiên, vào ngày 15 tháng 1 năm 2020, Liên đoàn bóng đá châu Phi (CAF) thông báo giải đấu đã được dời lại sang ngày 9 tháng 1 đến ngày 6 tháng 2 năm 2021 do điều kiện khí hậu không thuận lợi. Vào ngày 30 tháng 6 năm 2020, CAF tiếp tục dời ngày tổ chức giải đấu sang tháng 1 năm 2022 do ảnh hưởng của đại dịch COVID-19 trên khắp lục địa, tuy nhiên vẫn giữ tên gọi Cúp bóng đá Châu Phi 2021 vì mục đích tài trợ.
Algérie là đương kim vô địch của giải, nhưng đã không thể bảo vệ thành công chức vô địch khi bị loại ngay từ vòng bảng. Sénégal đã giành chức vô địch đầu tiên của giải sau khi vượt qua Ai Cập ở loạt sút luân lưu sau khi hai đội hòa nhau 0–0 sau 120 phút thi đấu chung kết.

## Lựa chọn chủ nhà

### Cuộc đua giành quyền đăng cai
Sau cuộc họp của Ủy ban điều hành CAF vào ngày 24 tháng 1 năm 2014, đã có ba ứng cử viên chính thức tranh quyền đăng cai giải đấu năm 2021: 
Các quốc gia tham gia chạy đua đăng cai:
- Algérie
- Guinée
- Bờ Biển Ngà

Các quốc gia bị loại hoặc rút lui:
- Cộng hòa Dân chủ Congo
- Gabon
- Zambia

Danh sách này khác với danh sách quốc gia đăng cai tổ chức CAN 2019 và 2021 do CAF công bố vào tháng 11 năm 2013, khi đó Cộng hòa Dân chủ Congo, Gabon và Zambia cũng nằm trong danh sách ban đầu.  Cả ba ứng cử viên chính thức cũng tham gia tranh quyền đăng cai Cúp bóng đá châu Phi 2019.
Sau cuộc bỏ phiếu cuối cùng tại cuộc họp của Ủy ban điều hành CAF, vào ngày 20 tháng 9 năm 2014, CAF đã công bố các quốc gia đăng cai các giải AFCON 2019, 2021 và 2023, lần lượt là Cameroon, Bờ Biển Ngà và Guinea.

### Thay đổi chủ nhà
Ban đầu giải đấu này được dự kiến tổ chức tại Bờ Biển Ngà, tuy nhiên do Cameroon bị tước quyền tổ chức CAN 2019 do công tác chuẩn bị chậm trễ (giải năm đó chuyển sang tổ chức tại Ai Cập) nên Cameroon sẽ đăng cai giải lần này. Suất đăng cai của Bờ Biển Ngà và Guinée được chuyển đến cho CAN 2023 và CAN 2025 tương ứng.

## Tác động của Đại dịch COVID-19
Ban đầu, giải đấu dự kiến sẽ diễn ra từ ngày 9 tháng 1 đến 6 tháng 2 năm 2021. Các vòng sơ loại, vòng loại thứ nhất và vòng loại thứ 2 đã được diễn ra vào ngày 9 tháng 10 đến ngày 19 tháng 11 năm 2019. Các vòng loại thứ 3 và 4 đã được lên kế hoạch lần lượt diễn ra trong khoảng thời gian từ ngày 23 đến ngày 31 tháng 3 và từ ngày 1 đến ngày 9 tháng 6 năm 2020 và tất cả vòng loại được dự kiến ban đầu đã phải lên lịch lại do đại dịch COVID-19 ở Châu Phi.
Vào ngày 19 tháng 6 năm 2020, Liên đoàn bóng đá Châu Phi (CAF) vẫn chưa quyết định thời điểm các giải đấu cấp châu lục sẽ trở lại và đang ưu tiên xếp lịch thi đấu mới cho Giải vô địch châu Phi 2019–20, bán kết Cúp Liên đoàn châu Phi 2019–20, Giải vô địch các quốc gia châu Phi 2020 bị hoãn và Cúp bóng đá nữ châu Phi 2020, cùng với Cúp bóng đá châu Phi bị lùi sang năm 2021, khi các giải đấu bóng đá trên khắp châu lục đã bị hoãn, hủy bỏ hoặc tạm ngừng.
Tuy nhiên đến ngày 30 tháng 6 năm 2020, CAF thông báo về việc dời thời gian tổ chức Cúp bóng đá Châu Phi năm 2021 sang tháng 1 năm 2022 "sau khi tham khảo ý kiến của các bên liên quan và xem xét tình hình các nước trên thế giới hiện tại", với ngày tổ chức mới sẽ được công bố sau. Sau đó, các giải đấu và sự kiện châu lục khác sắp được tổ chức đã được lên lịch lại hoặc hủy bỏ, bao gồm cả lịch thi đấu mới cho các vòng loại AFCON còn lại, hoàn thành vào tháng 3 năm 2021. Vào ngày 31 tháng 3 năm 2021, đã có thông tin xác nhận rằng vòng chung kết sẽ diễn ra từ ngày 9 tháng 1 đến ngày 6 tháng 2 năm 2022, đúng một năm kể từ ngày dự kiến ban đầu.

## Vòng loại

### Các đội tham dự
| Đội             | Tư cách qua vòng loại | Ngày vượt qua vòng loại | Số lần tham dự | Lần tham dự gần nhất | Thành tích tốt nhất                                | Bảng xếp hạng FIFA (công bố cuối năm 2021) |
| --------------- | --------------------- | ----------------------- | -------------- | -------------------- | -------------------------------------------------- | ------------------------------------------ |
| Cameroon        | Chủ nhà / Nhất bảng F | 8 tháng 1 năm 2019      | 20             | 2019                 | Vô địch (1984, 1988, 2000, 2002, 2017)             | 50                                         |
| Sénégal         | Nhất bảng I           | 15 tháng 11 năm 2020    | 16             | 2019                 | Á quân (2002, 2019)                                | 20                                         |
| Algérie         | Nhất bảng H           | 16 tháng 11 năm 2020    | 19             | 2019                 | Vô địch (1990, 2019)                               | 29                                         |
| Mali            | Nhất bảng A           | 17 tháng 11 năm 2020    | 12             | 2019                 | Á quân (1972)                                      | 53                                         |
| Tunisia         | Nhất bảng J           | 17 tháng 11 năm 2020    | 20             | 2019                 | Vô địch (2004)                                     | 30                                         |
| Burkina Faso    | Nhất bảng B           | 24 tháng 3 năm 2021     | 12             | 2017                 | Á quân (2013)                                      | 60                                         |
| Guinée          | Nhất bảng A           | 24 tháng 3 năm 2021     | 13             | 2019                 | Á quân (1976)                                      | 81                                         |
| Comoros         | Nhì bảng G            | 25 tháng 3 năm 2021     | 1              | Không                | Lần đầu                                            | 132                                        |
| Gabon           | Nhì bảng D            | 25 tháng 3 năm 2021     | 8              | 2017                 | Tứ kết (1996, 2012)                                | 89                                         |
| Gambia          | Nhất bảng D           | 25 tháng 3 năm 2021     | 1              | Không                | Lần đầu                                            | 150                                        |
| Ai Cập          | Nhất bảng G           | 25 tháng 3 năm 2021     | 25             | 2019                 | Vô địch (1957, 1959, 1986, 1998, 2006, 2008, 2010) | 45                                         |
| Ghana           | Nhất bảng C           | 25 tháng 3 năm 2021     | 23             | 2019                 | Vô địch (1963, 1965, 1978, 1982)                   | 52                                         |
| Guinea Xích Đạo | Nhì bảng J            | 25 tháng 3 năm 2021     | 3              | 2015                 | Hạng tư (2015)                                     | 114                                        |
| Zimbabwe        | Nhì bảng H            | 25 tháng 3 năm 2021     | 5              | 2019                 | Vòng bảng (2004, 2006, 2017, 2019)                 | 121                                        |
| Bờ Biển Ngà     | Nhất bảng K           | 26 tháng 3 năm 2021     | 24             | 2019                 | Vô địch (1992, 2015)                               | 56                                         |
| Maroc           | Nhất bảng E           | 26 tháng 3 năm 2021     | 24             | 2019                 | Vô địch (1976)                                     | 28                                         |
| Nigeria         | Nhất bảng L           | 27 tháng 3 năm 2021     | 19             | 2019                 | Vô địch (1980, 1994, 2013)                         | 36                                         |
| Sudan           | Nhì bảng C            | 28 tháng 3 năm 2021     | 9              | 2012                 | Vô địch (1970)                                     | 125                                        |
| Malawi          | Nhì bảng B            | 29 tháng 3 năm 2021     | 3              | 2010                 | Vòng bảng (1984, 2010)                             | 129                                        |
| Ethiopia        | Nhì bảng K            | 30 tháng 3 năm 2021     | 11             | 2013                 | Vô địch (1962)                                     | 137                                        |
| Mauritanie      | Nhì bảng E            | 30 tháng 3 năm 2021     | 2              | 2019                 | Vòng bảng (2019)                                   | 103                                        |
| Guiné-Bissau    | Nhì bảng I            | 30 tháng 3 năm 2021     | 3              | 2019                 | Vòng bảng (2017, 2019)                             | 106                                        |
| Cabo Verde      | Nhì bảng F            | 30 tháng 3 năm 2021     | 3              | 2015                 | Tứ kết (2013)                                      | 73                                         |
| Sierra Leone    | Nhì bảng L            | 15 tháng 6 năm 2021     | 3              | 1996                 | Vòng bảng (1994, 1996)                             | 108                                        |

## Tổ trọng tài

### Trọng tài chính
- Mustapha Ghorbal
- Hélder Martins de Carvalho
- Joshua Bondo
- Pacifique Ndabihawenimana
- Blaise Yuven Ngwa
- Mahmoud El Banna
- Amin Omar
- Bamlak Tessema Weyesa
- Daniel Nii Laryea
- Bakary Gassama
- Mario Escobar (CONCACAF)
- Peter Waweru
- Boubou Traore
- Dahane Beida
- Ahmad Imtehaz Heeralall
- Rédouane Jiyed
- Jean Jacques Ndala Ngambo
- Salima Mukansanga
- Maguette N'Diaye
- Issa Sy
- Bernard Camille
- Victor Gomes
- Sadok Selmi
- Janny Sikazwe

### Trợ lý trọng tài
- Abdelhak Etchiali
- Mokrane Gourari
- Jerson Emiliano dos Santos
- Seydou Tiama
- Elvis Guy Noupue Nguegoue
- Carine Atezambong Fomo
- Issa Yaya
- Soulaimane Almadine
- Mahmoud Ahmed Abouelregal
- Ahmed Hossam Taha
- Sidiki Sidibe
- Liban Abdourazak Ahmed
- Gilbert Cheruiyot
- Souru Phatsoane
- Attia Amsaaed
- Lionel Andrianantenaina
- Mustapha Akarkad
- Lahcen Azgaou
- Zakaria Brinsi
- Fatiha Jermoumi
- Arsenio Maringula
- Mahamadou Yahaya
- Samuel Pwadutakam
- Olivier Safari
- Djibril Camara
- El Hadj Malick Samba
- James Fredrick Emile
- Zakhele Siwela
- Mohammed Abdallah Ibrahim
- Khalil Hassani
- Dick Okello

### Tổ VAR
- Lahlou Benbraham
- Mehdi Abid Charef
- Mahmoud Mohamed Ashour
- Fernando Guerrero (CONCACAF)
- Samir Guezzaz
- Adil Zourak
- Bouchra Karboubi
- Haythem Guirat

## Địa điểm
Dưới đây là những địa điểm tổ chức các trận đấu của Cúp bóng đá châu Phi 2021.
| Sân vận động Japoma                          | Sân vận động Olembe   | Sân vận động Ahmadou Ahidjo |
| Sức chứa: 50.000                             | Sức chứa: 60.000      | Sức chứa: 42.500            |
| Tập tin:Complexe Multisports de Japoma 3.jpg |                       |                             |
| Garoua                                       | Bafoussam             | Limbe                       |
| Sân vận động Roumdé Adjia                    | Sân vận động Kouekong | Sân vận động Limbe          |
| Sức chứa: 30.000                             | Sức chứa: 20.000      | Sức chứa: 20.000            |
|                                              |                       |                             |

## Xếp loại hạt giống
| Nhóm 1                                                                                 | Nhóm 2                                                      | Nhóm 3                                                                   | Nhóm 4                                                         |
| -------------------------------------------------------------------------------------- | ----------------------------------------------------------- | ------------------------------------------------------------------------ | -------------------------------------------------------------- |
| Cameroon (chủ nhà) · Algérie (đương kim vô địch) · Sénégal · Tunisia · Nigeria · Maroc | Ai Cập · Ghana · Mali · Bờ Biển Ngà · Guinée · Burkina Faso | Cabo Verde · Gabon · Mauritanie · Zimbabwe · Guiné-Bissau · Sierra Leone | Sudan · Malawi · Comoros · Guinea Xích Đạo · Ethiopia · Gambia |

## Vòng bảng
Hai đội đứng đầu mỗi bảng cùng với 4 đội xếp thứ ba có thành tích tốt nhất sẽ giành quyền vào vòng đấu loại trực tiếp.

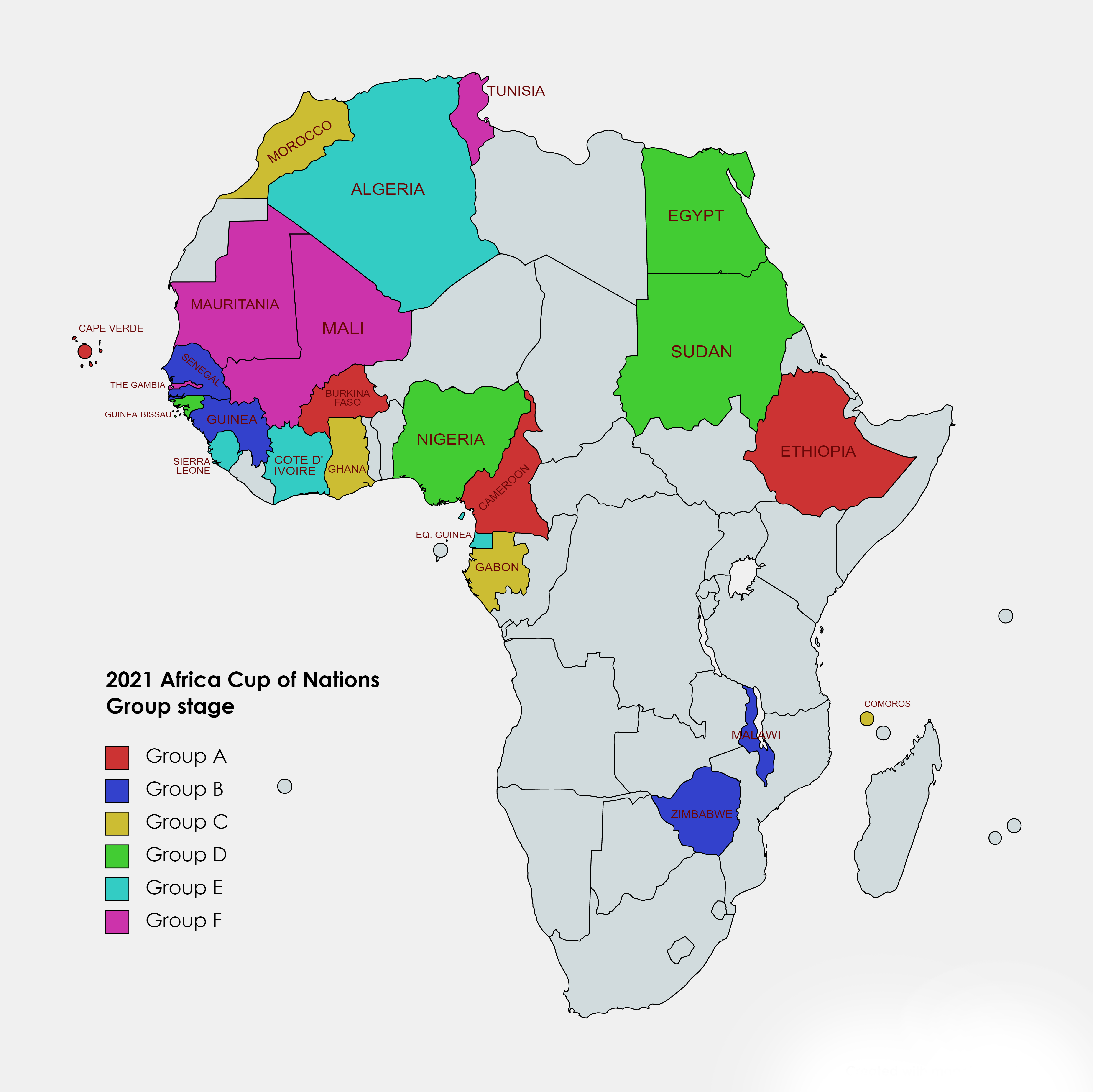
Các đội tuyển tham dự CAN 2021

Giờ thi đấu tính theo giờ địa phương, WAT (UTC+1).

### Tiêu chí xếp hạng
Các đội tuyển được xếp hạng theo điểm (thắng 3 điểm, hòa 1 điểm, thua 0 điểm), và nếu bằng điểm, các tiêu chí tiêu chuẩn sau được áp dụng theo thứ tự được đưa ra, để xác định thứ hạng (Quy định Điều 74):
1. Điểm số trong các trận đối đầu giữa các đội;
2. Hiệu số bàn thắng bại trong các trận đối đầu giữa các đội;
3. Bàn thắng ghi được trong các trận đối đầu giữa các đội;
4. Nếu có nhiều hơn hai đội bằng điểm và sau khi áp dụng tất cả các tiêu chí đối đầu ở trên, một nhóm phụ các đội tuyển vẫn còn ngang nhau, tất cả các tiêu chí đối đầu ở trên đều được áp dụng lại cho nhóm phụ này;
5. Hiệu số bàn thắng bại trong tất cả các trận đấu vòng bảng;
6. Sút luân lưu nếu chỉ có hai đội chơi với nhau ở lượt đấu cuối cùng của bảng đấu hòa nhau;
7. Bàn thắng ghi được trong tất cả các trận đấu vòng bảng;
8. Bốc thăm.

### Bảng A
| VT | Đội          | ST | T | H | B | BT | BB | HS | Đ | Giành quyền tham dự                     |
| -- | ------------ | -- | - | - | - | -- | -- | -- | - | --------------------------------------- |
| 1  | Cameroon (H) | 3  | 2 | 1 | 0 | 7  | 3  | +4 | 7 | Giành quyền vào vòng đấu loại trực tiếp |
| 2  | Burkina Faso | 3  | 1 | 1 | 1 | 3  | 3  | 0  | 4 | Giành quyền vào vòng đấu loại trực tiếp |
| 3  | Cabo Verde   | 3  | 1 | 1 | 1 | 2  | 2  | 0  | 4 | Giành quyền vào vòng đấu loại trực tiếp |
| 4  | Ethiopia     | 3  | 0 | 1 | 2 | 2  | 6  | −4 | 1 |                                         |

1. 1 2  Điểm đối đầu: Cabo Verde 0–1 Burkina Faso.

| Cameroon                             | 2–1      | Burkina Faso   |
| ------------------------------------ | -------- | -------------- |
| Aboubakar 40' (ph.đ.), 45+3' (ph.đ.) | Chi tiết | G. Sangaré 24' |

| Ethiopia | 0–1      | Cabo Verde       |
| -------- | -------- | ---------------- |
|          | Chi tiết | J. Tavares 45+1' |

| Cameroon                                   | 4–1      | Ethiopia   |
| ------------------------------------------ | -------- | ---------- |
| - Toko Ekambi 8', 68' - Aboubakar 53', 55' | Chi tiết | Hotessa 4' |

| Cabo Verde | 0–1      | Burkina Faso |
| ---------- | -------- | ------------ |
|            | Chi tiết | Bandé 39'    |

| Cabo Verde    | 1–1      | Cameroon      |
| ------------- | -------- | ------------- |
| Rodrigues 53' | Chi tiết | Aboubakar 39' |

| Burkina Faso | 1–1      | Ethiopia           |
| ------------ | -------- | ------------------ |
| Bayala 25'   | Chi tiết | Kebede 52' (ph.đ.) |

### Bảng B
| VT | Đội      | ST | T | H | B | BT | BB | HS | Đ | Giành quyền tham dự                     |
| -- | -------- | -- | - | - | - | -- | -- | -- | - | --------------------------------------- |
| 1  | Sénégal  | 3  | 1 | 2 | 0 | 1  | 0  | +1 | 5 | Giành quyền vào vòng đấu loại trực tiếp |
| 2  | Guinée   | 3  | 1 | 1 | 1 | 2  | 2  | 0  | 4 | Giành quyền vào vòng đấu loại trực tiếp |
| 3  | Malawi   | 3  | 1 | 1 | 1 | 2  | 2  | 0  | 4 | Giành quyền vào vòng đấu loại trực tiếp |
| 4  | Zimbabwe | 3  | 1 | 0 | 2 | 3  | 4  | −1 | 3 |                                         |

1. 1 2  Điểm đối đầu: Guinée 1–0 Malawi.

| Sénégal            | 1–0      | Zimbabwe |
| ------------------ | -------- | -------- |
| Mané 90+7' (ph.đ.) | Chi tiết |          |

| Guinée    | 1–0      | Malawi |
| --------- | -------- | ------ |
| Sylla 35' | Chi tiết |        |

| Sénégal | 0–0      | Guinée |
| ------- | -------- | ------ |
|         | Chi tiết |        |

| Malawi          | 2–1      | Zimbabwe |
| --------------- | -------- | -------- |
| Mhango 43', 58' | Chi tiết | Wadi 38' |

| Malawi | 0–0      | Sénégal |
| ------ | -------- | ------- |
|        | Chi tiết |         |

| Zimbabwe                   | 2–1      | Guinée       |
| -------------------------- | -------- | ------------ |
| - Musona 26' - Mahachi 43' | Chi tiết | N. Keïta 49' |

### Bảng C
| VT | Đội     | ST | T | H | B | BT | BB | HS | Đ | Giành quyền tham dự                     |
| -- | ------- | -- | - | - | - | -- | -- | -- | - | --------------------------------------- |
| 1  | Maroc   | 3  | 2 | 1 | 0 | 5  | 2  | +3 | 7 | Giành quyền vào vòng đấu loại trực tiếp |
| 2  | Gabon   | 3  | 1 | 2 | 0 | 4  | 3  | +1 | 5 | Giành quyền vào vòng đấu loại trực tiếp |
| 3  | Comoros | 3  | 1 | 0 | 2 | 3  | 5  | −2 | 3 | Giành quyền vào vòng đấu loại trực tiếp |
| 4  | Ghana   | 3  | 0 | 1 | 2 | 3  | 5  | −2 | 1 |                                         |

| Maroc      | 1–0      | Ghana |
| ---------- | -------- | ----- |
| Boufal 83' | Chi tiết |       |

| Comoros | 0–1      | Gabon         |
| ------- | -------- | ------------- |
|         | Chi tiết | Boupendza 16' |

| Maroc                         | 2–0      | Comoros |
| ----------------------------- | -------- | ------- |
| - Amallah 16' - Aboukhlal 88' | Chi tiết |         |

| Gabon         | 1–1      | Ghana       |
| ------------- | -------- | ----------- |
| Allevinah 88' | Chi tiết | A. Ayew 18' |

| Gabon                               | 2–2      | Maroc                             |
| ----------------------------------- | -------- | --------------------------------- |
| - Allevinah 21' - Aguerd 81' (l.n.) | Chi tiết | - Boufal 74' (ph.đ.) - Hakimi 84' |

| Ghana                    | 2–3      | Comoros                             |
| ------------------------ | -------- | ----------------------------------- |
| - Boakye 64' - Djiku 77' | Chi tiết | - Ben Nabouhane 4' - Mogni 62', 85' |

### Bảng D
| VT | Đội          | ST | T | H | B | BT | BB | HS | Đ | Giành quyền tham dự                     |
| -- | ------------ | -- | - | - | - | -- | -- | -- | - | --------------------------------------- |
| 1  | Nigeria      | 3  | 3 | 0 | 0 | 6  | 1  | +5 | 9 | Giành quyền vào vòng đấu loại trực tiếp |
| 2  | Ai Cập       | 3  | 2 | 0 | 1 | 2  | 1  | +1 | 6 | Giành quyền vào vòng đấu loại trực tiếp |
| 3  | Sudan        | 3  | 0 | 1 | 2 | 1  | 4  | −3 | 1 |                                         |
| 4  | Guiné-Bissau | 3  | 0 | 1 | 2 | 0  | 3  | −3 | 1 |                                         |

| Nigeria       | 1–0      | Ai Cập |
| ------------- | -------- | ------ |
| Iheanacho 30' | Chi tiết |        |

| Sudan | 0–0      | Guiné-Bissau |
| ----- | -------- | ------------ |
|       | Chi tiết |              |

| Nigeria                                     | 3–1      | Sudan             |
| ------------------------------------------- | -------- | ----------------- |
| - Chukwueze 3' - Awoniyi 45' - M. Simon 46' | Chi tiết | Khedr 70' (ph.đ.) |

| Guiné-Bissau | 0–1      | Ai Cập    |
| ------------ | -------- | --------- |
|              | Chi tiết | Salah 69' |

| Guiné-Bissau | 0–2      | Nigeria                        |
| ------------ | -------- | ------------------------------ |
|              | Chi tiết | - Sadiq 56' - Troost-Ekong 75' |

| Ai Cập            | 1–0      | Sudan |
| ----------------- | -------- | ----- |
| M. Abdelmonem 35' | Chi tiết |       |

### Bảng E
| VT | Đội             | ST | T | H | B | BT | BB | HS | Đ | Giành quyền tham dự                     |
| -- | --------------- | -- | - | - | - | -- | -- | -- | - | --------------------------------------- |
| 1  | Bờ Biển Ngà     | 3  | 2 | 1 | 0 | 6  | 3  | +3 | 7 | Giành quyền vào vòng đấu loại trực tiếp |
| 2  | Guinea Xích Đạo | 3  | 2 | 0 | 1 | 2  | 1  | +1 | 6 | Giành quyền vào vòng đấu loại trực tiếp |
| 3  | Sierra Leone    | 3  | 0 | 2 | 1 | 2  | 3  | −1 | 2 |                                         |
| 4  | Algérie         | 3  | 0 | 1 | 2 | 1  | 4  | −3 | 1 |                                         |

| Algérie | 0–0      | Sierra Leone |
| ------- | -------- | ------------ |
|         | Chi tiết |              |

| Guinea Xích Đạo | 0–1      | Bờ Biển Ngà |
| --------------- | -------- | ----------- |
|                 | Chi tiết | Gradel 5'   |

| Bờ Biển Ngà             | 2–2      | Sierra Leone                         |
| ----------------------- | -------- | ------------------------------------ |
| - Haller 25' - Pépé 65' | Chi tiết | - M. N. Kamara 55' - A. Kamara 90+3' |

| Algérie | 0–1      | Guinea Xích Đạo |
| ------- | -------- | --------------- |
|         | Chi tiết | Obono 70'       |

| Bờ Biển Ngà                              | 3–1      | Algérie      |
| ---------------------------------------- | -------- | ------------ |
| - Kessié 22' - I. Sangaré 39' - Pépé 54' | Chi tiết | Bendebka 73' |

| Sierra Leone | 0–1      | Guinea Xích Đạo |
| ------------ | -------- | --------------- |
|              | Chi tiết | Ganet 38'       |

### Bảng F
| VT | Đội        | ST | T | H | B | BT | BB | HS | Đ | Giành quyền tham dự                     |
| -- | ---------- | -- | - | - | - | -- | -- | -- | - | --------------------------------------- |
| 1  | Mali       | 3  | 2 | 1 | 0 | 4  | 1  | +3 | 7 | Giành quyền vào vòng đấu loại trực tiếp |
| 2  | Gambia     | 3  | 2 | 1 | 0 | 3  | 1  | +2 | 7 | Giành quyền vào vòng đấu loại trực tiếp |
| 3  | Tunisia    | 3  | 1 | 0 | 2 | 4  | 2  | +2 | 3 | Giành quyền vào vòng đấu loại trực tiếp |
| 4  | Mauritanie | 3  | 0 | 0 | 3 | 0  | 7  | −7 | 0 |                                         |

| Tunisia | 0–1      | Mali                |
| ------- | -------- | ------------------- |
|         | Chi tiết | I. Koné 48' (ph.đ.) |

| Mauritanie | 0–1      | Gambia        |
| ---------- | -------- | ------------- |
|            | Chi tiết | A. Jallow 10' |

| Gambia                  | 1–1      | Mali                |
| ----------------------- | -------- | ------------------- |
| Musa Barrow 90' (ph.đ.) | Chi tiết | I. Koné 79' (ph.đ.) |

| Tunisia                                       | 4–0      | Mauritanie |
| --------------------------------------------- | -------- | ---------- |
| - Mathlouthi 4' - Khazri 9', 64' - Jaziri 66' | Chi tiết |            |

| Gambia          | 1–0      | Tunisia |
| --------------- | -------- | ------- |
| A. Jallow 90+3' | Chi tiết |         |

| Mali                                  | 2–0      | Mauritanie |
| ------------------------------------- | -------- | ---------- |
| - M. Haïdara 2' - I. Koné 49' (ph.đ.) | Chi tiết |            |

### Thú tự các đội xếp thứ ba
| VT | Bg | Đội          | ST | T | H | B | BT | BB | HS | Đ | Giành quyền tham dự                     |
| -- | -- | ------------ | -- | - | - | - | -- | -- | -- | - | --------------------------------------- |
| 1  | A  | Cabo Verde   | 3  | 1 | 1 | 1 | 2  | 2  | 0  | 4 | Giành quyền vào vòng đấu loại trực tiếp |
| 1  | B  | Malawi       | 3  | 1 | 1 | 1 | 2  | 2  | 0  | 4 | Giành quyền vào vòng đấu loại trực tiếp |
| 3  | F  | Tunisia      | 3  | 1 | 0 | 2 | 4  | 2  | +2 | 3 | Giành quyền vào vòng đấu loại trực tiếp |
| 4  | C  | Comoros      | 3  | 1 | 0 | 2 | 3  | 5  | −2 | 3 | Giành quyền vào vòng đấu loại trực tiếp |
| 5  | E  | Sierra Leone | 3  | 0 | 2 | 1 | 2  | 3  | −1 | 2 |                                         |
| 6  | D  | Sudan        | 3  | 0 | 1 | 2 | 1  | 4  | −3 | 1 |                                         |

## Vòng đấu loại trực tiếp

### Cách xác nhận
| Third-placed teams qualify from groups | Third-placed teams qualify from groups | Third-placed teams qualify from groups | Third-placed teams qualify from groups | Third-placed teams qualify from groups | Third-placed teams qualify from groups |    | 1A vs | 1B vs | 1C vs | 1D vs |
| -------------------------------------- | -------------------------------------- | -------------------------------------- | -------------------------------------- | -------------------------------------- | -------------------------------------- | -- | ----- | ----- | ----- | ----- |
| A                                      | B                                      | C                                      | D                                      |                                        |                                        | 3C | 3D    | 3A    | 3B    |       |
| A                                      | B                                      | C                                      |                                        | E                                      |                                        | 3C | 3A    | 3B    | 3E    |       |
| A                                      | B                                      | C                                      |                                        |                                        | F                                      | 3C | 3A    | 3B    | 3F    |       |
| A                                      | B                                      |                                        | D                                      | E                                      |                                        | 3D | 3A    | 3B    | 3E    |       |
| A                                      | B                                      |                                        | D                                      |                                        | F                                      | 3D | 3A    | 3B    | 3F    |       |
| A                                      | B                                      |                                        |                                        | E                                      | F                                      | 3E | 3A    | 3B    | 3F    |       |
| A                                      |                                        | C                                      | D                                      | E                                      |                                        | 3C | 3D    | 3A    | 3E    |       |
| A                                      |                                        | C                                      | D                                      |                                        | F                                      | 3C | 3D    | 3A    | 3F    |       |
| A                                      |                                        | C                                      |                                        | E                                      | F                                      | 3C | 3A    | 3F    | 3E    |       |
| A                                      |                                        |                                        | D                                      | E                                      | F                                      | 3D | 3A    | 3F    | 3E    |       |
|                                        | B                                      | C                                      | D                                      | E                                      |                                        | 3C | 3D    | 3B    | 3E    |       |
|                                        | B                                      | C                                      | D                                      |                                        | F                                      | 3C | 3D    | 3B    | 3F    |       |
|                                        | B                                      | C                                      |                                        | E                                      | F                                      | 3E | 3C    | 3B    | 3F    |       |
|                                        | B                                      |                                        | D                                      | E                                      | F                                      | 3E | 3D    | 3B    | 3F    |       |
|                                        |                                        | C                                      | D                                      | E                                      | F                                      | 3C | 3D    | 3F    | 3E    |       |

### Sơ đồ
|  | Vòng 16 đội                   | Vòng 16 đội                   |                               |       | Tứ kết        | Tứ kết        |                              |                              | Bán kết | Bán kết |  |  | Chung kết | Chung kết |
|  |                               |                               |                               |       |               |               |                              |                              |         |         |  |  |           |           |
|  | 23 tháng 1 – Limbe            |                               |                               |       |               |               |                              |                              |         |         |  |  |           |           |
|  |                               |                               |                               |       |               |               |                              |                              |         |         |  |  |           |           |
|  | Burkina Faso (p)              | 1 (7)                         |                               |       |               |               |                              |                              |         |         |  |  |           |           |
|  | Burkina Faso (p)              | 1 (7)                         | 29 tháng 1 – Garoua           |       |               |               |                              |                              |         |         |  |  |           |           |
|  | Gabon                         | 1 (6)                         |                               |       |               |               |                              |                              |         |         |  |  |           |           |
|  | Gabon                         | 1 (6)                         | Burkina Faso                  | 1     |               |               |                              |                              |         |         |  |  |           |           |
|  | 23 tháng 1 – Garoua           |                               | Burkina Faso                  | 1     |               |               |                              |                              |         |         |  |  |           |           |
|  |                               | Tunisia                       | 0                             |       |               |               |                              |                              |         |         |  |  |           |           |
|  | Nigeria                       | Tunisia                       | 0                             | 0     |               |               |                              |                              |         |         |  |  |           |           |
|  | Nigeria                       |                               | 2 tháng 2 – Douala            | 0     |               |               |                              |                              |         |         |  |  |           |           |
|  | Tunisia                       | 1                             |                               |       |               |               |                              |                              |         |         |  |  |           |           |
|  | Tunisia                       | 1                             | Burkina Faso                  | 1     |               |               |                              |                              |         |         |  |  |           |           |
|  | 25 tháng 1 – Bafoussam        |                               | Burkina Faso                  | 1     |               |               |                              |                              |         |         |  |  |           |           |
|  |                               | Sénégal                       | 3                             |       |               |               |                              |                              |         |         |  |  |           |           |
|  | Sénégal                       | Sénégal                       | 3                             | 2     |               |               |                              |                              |         |         |  |  |           |           |
|  | Sénégal                       | 31 tháng 1 – Douala           |                               | 2     |               |               |                              |                              |         |         |  |  |           |           |
|  | Cabo Verde                    | 0                             |                               |       |               |               |                              |                              |         |         |  |  |           |           |
|  | Cabo Verde                    | 0                             | Sénégal                       | 3     |               |               |                              |                              |         |         |  |  |           |           |
|  | 26 tháng 1 – Limbe            |                               | Sénégal                       | 3     |               |               |                              |                              |         |         |  |  |           |           |
|  |                               | Guinea Xích Đạo               | 1                             |       |               |               |                              |                              |         |         |  |  |           |           |
|  | Mali                          | Guinea Xích Đạo               | 1                             | 0 (5) |               |               |                              |                              |         |         |  |  |           |           |
|  | Mali                          |                               | 6 tháng 2 – Yaoundé (Olembe)  | 0 (5) |               |               |                              |                              |         |         |  |  |           |           |
|  | Guinea Xích Đạo (p)           | 0 (6)                         |                               |       |               |               |                              |                              |         |         |  |  |           |           |
|  | Guinea Xích Đạo (p)           | 0 (6)                         | Sénégal (p)                   | 0 (4) |               |               |                              |                              |         |         |  |  |           |           |
|  | 24 tháng 1 – Bafoussam        |                               | Sénégal (p)                   | 0 (4) |               |               |                              |                              |         |         |  |  |           |           |
|  |                               | Ai Cập                        | 0 (2)                         |       |               |               |                              |                              |         |         |  |  |           |           |
|  | Guinée                        | Ai Cập                        | 0 (2)                         | 0     |               |               |                              |                              |         |         |  |  |           |           |
|  | Guinée                        | 29 tháng 1 – Douala           |                               | 0     |               |               |                              |                              |         |         |  |  |           |           |
|  | Gambia                        | 1                             |                               |       |               |               |                              |                              |         |         |  |  |           |           |
|  | Gambia                        | 1                             | Gambia                        | 0     |               |               |                              |                              |         |         |  |  |           |           |
|  | 24 tháng 1 – Yaoundé (Olembe) |                               | Gambia                        | 0     |               |               |                              |                              |         |         |  |  |           |           |
|  |                               | Cameroon                      | 2                             |       |               |               |                              |                              |         |         |  |  |           |           |
|  | Cameroon                      | Cameroon                      | 2                             | 2     |               |               |                              |                              |         |         |  |  |           |           |
|  | Cameroon                      |                               | 3 tháng 2 – Yaoundé (Olembe)  | 2     |               |               |                              |                              |         |         |  |  |           |           |
|  | Comoros                       | 1                             |                               |       |               |               |                              |                              |         |         |  |  |           |           |
|  | Comoros                       | 1                             | Cameroon                      | 0 (1) |               |               |                              |                              |         |         |  |  |           |           |
|  | 26 tháng 1 – Douala           |                               | Cameroon                      | 0 (1) |               |               |                              |                              |         |         |  |  |           |           |
|  |                               | Ai Cập (p)                    | 0 (3)                         |       | Tranh hạng ba | Tranh hạng ba |                              |                              |         |         |  |  |           |           |
|  | Bờ Biển Ngà                   | Ai Cập (p)                    | 0 (3)                         | 0 (4) | Tranh hạng ba | Tranh hạng ba |                              |                              |         |         |  |  |           |           |
|  | Bờ Biển Ngà                   | 30 tháng 1 – Yaoundé (Ahidjo) | 30 tháng 1 – Yaoundé (Ahidjo) | 0 (4) |               |               | 6 tháng 2 – Yaoundé (Ahidjo) | 6 tháng 2 – Yaoundé (Ahidjo) |         |         |  |  |           |           |
|  | Ai Cập (p)                    | 30 tháng 1 – Yaoundé (Ahidjo) | 30 tháng 1 – Yaoundé (Ahidjo) | 0 (5) |               |               | 6 tháng 2 – Yaoundé (Ahidjo) | 6 tháng 2 – Yaoundé (Ahidjo) |         |         |  |  |           |           |
|  | Ai Cập (p)                    | Ai Cập (s.h.p.)               | 2                             | 0 (5) | Burkina Faso  | 3 (3)         |                              |                              |         |         |  |  |           |           |
|  | 25 tháng 1 – Yaoundé (Ahidjo) | Ai Cập (s.h.p.)               | 2                             |       | Burkina Faso  | 3 (3)         |                              |                              |         |         |  |  |           |           |
|  |                               | Maroc                         | 1                             |       | Cameroon (p)  | 3 (5)         |                              |                              |         |         |  |  |           |           |
|  | Maroc                         | Maroc                         | 1                             | 2     | Cameroon (p)  | 3 (5)         |                              |                              |         |         |  |  |           |           |
|  | Maroc                         |                               |                               | 2     |               |               |                              |                              |         |         |  |  |           |           |
|  | Malawi                        | 1                             |                               |       |               |               |                              |                              |         |         |  |  |           |           |
|  | Malawi                        | 1                             |                               |       |               |               |                              |                              |         |         |  |  |           |           |

### Vòng 16 đội
| Burkina Faso                                                                                      | 1–1 (s.h.p.) | Gabon                                                                                          |
| ------------------------------------------------------------------------------------------------- | ------------ | ---------------------------------------------------------------------------------------------- |
| B. Traoré 28'                                                                                     | Chi tiết     | Guira 90+1' (l.n.)                                                                             |
| Loạt sút luân lưu                                                                                 |              |                                                                                                |
| - Kaboré - S. Ouattara - E. Tapsoba - Simporé - Yago - Guira - Konaté - A. Tapsoba - I. Ouédraogo | 7–6          | - Bouanga - Méyé - Boupendza - Kanga - Biyogo Poko - Ecuele Manga - Ameka - N'Gakoutou - Palun |

| Nigeria | 0–1      | Tunisia    |
| ------- | -------- | ---------- |
|         | Chi tiết | Msakni 47' |

| Guinée | 0–1      | Gambia         |
| ------ | -------- | -------------- |
|        | Chi tiết | Mu. Barrow 71' |

| Cameroon                          | 2–1      | Comoros        |
| --------------------------------- | -------- | -------------- |
| - Toko Ekambi 29' - Aboubakar 70' | Chi tiết | M'Changama 81' |

| Sénégal                     | 2–0      | Cabo Verde |
| --------------------------- | -------- | ---------- |
| - Mané 63' - B. Dieng 90+2' | Chi tiết |            |

| Maroc                          | 2–1      | Malawi    |
| ------------------------------ | -------- | --------- |
| - En-Nesyri 45+2' - Hakimi 70' | Chi tiết | Mhango 7' |

| Bờ Biển Ngà                                  | 0–0 (s.h.p.) | Ai Cập                                              |
| -------------------------------------------- | ------------ | --------------------------------------------------- |
|                                              | Chi tiết     |                                                     |
| Loạt sút luân lưu                            |              |                                                     |
| - Pépé - I. Sangaré - Bailly - Cornet - Zaha | 4–5          | - Zizo - Elsolia - O. Kamal - M. Abdelmonem - Salah |

| Mali                                                                                  | 0–0 (s.h.p.) | Guinea Xích Đạo                                                      |
| ------------------------------------------------------------------------------------- | ------------ | -------------------------------------------------------------------- |
|                                                                                       | Chi tiết     |                                                                      |
| Loạt sút luân lưu                                                                     |              |                                                                      |
| - A. N. Traoré - Djenepo - M. Haïdara - Hama. Traoré - Touré - Dieng - Camara - Sacko | 5–6          | - E. Nsue - Belima - Akapo - Buyla - Ganet - Coco - Salvador - Eneme |

### Tứ kết
| Gambia | 0–2      | Cameroon             |
| ------ | -------- | -------------------- |
|        | Chi tiết | Toko Ekambi 50', 57' |

| Burkina Faso       | 1–0      | Tunisia |
| ------------------ | -------- | ------- |
| Da. Ouattara 45+3' | Chi tiết |         |

| Ai Cập                       | 2–1 (s.h.p.) | Maroc             |
| ---------------------------- | ------------ | ----------------- |
| - Salah 53' - Trézéguet 100' | Chi tiết     | Boufal 7' (ph.đ.) |

| Sénégal                                    | 3–1      | Guinea Xích Đạo |
| ------------------------------------------ | -------- | --------------- |
| - Diédhiou 28' - Kouyaté 68' - I. Sarr 79' | Chi tiết | Buyla 57'       |

### Bán kết
| Burkina Faso | 1–3      | Sénégal                                   |
| ------------ | -------- | ----------------------------------------- |
| Touré 82'    | Chi tiết | - A. Diallo 70' - I. Gueye 76' - Mané 87' |

| Cameroon                                    | 0–0 (s.h.p.) | Ai Cập                           |
| ------------------------------------------- | ------------ | -------------------------------- |
|                                             | Chi tiết     |                                  |
| Loạt sút luân lưu                           |              |                                  |
| - Aboubakar - Moukoudi - Léa Siliki - N'Jie | 1–3          | - Zizo - M. Abdelmonem - Lasheen |

### Tranh hạng ba
| Burkina Faso                                        | 3–3 (s.h.p.) | Cameroon                                              |
| --------------------------------------------------- | ------------ | ----------------------------------------------------- |
| - Yago 24' - A. Onana 43' (l.n.) - Dj. Ouattara 49' | Chi tiết     | - Bahoken 71' - Aboubakar 85', 87'                    |
| Loạt sút luân lưu                                   |              |                                                       |
| - Kaboré - S. Ouattara - Touré - Yago               | 3–5          | - Aboubakar - Ngamaleu - Toko Ekambi - Kunde - Oyongo |

### Chung kết
| Sénégal                                             | 0–0 (s.h.p.) | Ai Cập                                     |
| --------------------------------------------------- | ------------ | ------------------------------------------ |
|                                                     | Chi tiết     |                                            |
| Loạt sút luân lưu                                   |              |                                            |
| - Koulibaly - A. Diallo - B. Sarr - B. Dieng - Mané | 4–2          | - Zizo - Abdelmonem - Mar. Hamdy - Lasheen |

## Cầu thủ ghi bàn
Đã có 100 bàn thắng ghi được trong 52 trận đấu, trung bình 1.92 bàn thắng mỗi trận đấu.
8 bàn thắng
- Vincent Aboubakar

5 bàn thắng
- Karl Toko Ekambi

3 bàn thắng
- Sofiane Boufal
- Ibrahima Koné
- Gabadinho Mhango
- Sadio Mané

2 bàn thắng
- Nicolas Pépé
- Ahmed Mogni
- Mohamed Salah
- Jim Allevinah
- Ablie Jallow
- Musa Barrow
- Achraf Hakimi
- Wahbi Khazri

1 bàn thắng
- Sofiane Bendebka
- Bertrand Traoré
- Blati Touré
- Cyrille Bayala
- Dango Ouattara
- Gustavo Sangaré
- Hassane Bandé
- Djibril Ouattara
- Steeve Yago
- Stéphane Bahoken
- El Fardou Ben Nabouhane
- Youssouf M'Changama
- Garry Rodrigues
- Júlio Tavares
- Mohamed Abdelmonem
- Trézéguet
- Esteban Obiang
- Jannick Buyla
- Pablo Ganet
- Dawa Hotessa
- Getaneh Kebede
- Aaron Boupendza
- Alexander Djiku
- André Ayew
- Richmond Boakye
- Issiaga Sylla
- Naby Keïta
- Franck Kessié
- Ibrahim Sangaré
- Max Gradel
- Sébastien Haller
- Selim Amallah
- Youssef En-Nesyri
- Zakaria Aboukhlal
- Massadio Haïdara
- Kelechi Iheanacho
- Moses Simon
- Samuel Chukwueze
- Taiwo Awoniyi
- Umar Sadiq
- William Troost-Ekong
- Walieldin Khedr
- Abdou Diallo
- Bamba Dieng
- Cheikhou Kouyaté
- Famara Diédhiou
- Idrissa Gueye
- Ismaïla Sarr
- Alhaji Kamara
- Musa Noah Kamara
- Hamza Mathlouthi
- Seifeddine Jaziri
- Youssef Msakni
- Ishmael Wadi
- Knowledge Musona
- Kudakwashe Mahachi

1 bàn phản lưới nhà
- Adama Guira (trong trận gặp Gabon)
- André Onana (trong trận gặp Burkina Faso)
- Nayef Aguerd (trong trận gặp Gabon)

## Bảng xếp hạng cuối cùng
Theo quy ước thống kê trong bóng đá, các trận đấu quyết định trong hiệp phụ được tính là thắng và thua, trong khi các trận quyết định bằng loạt sút luân lưu được tính là hòa.

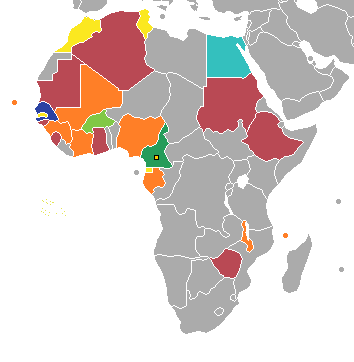
Vô địch
Á quân
Hạng ba
Hạng tư
Tứ kết
Vòng 16
Vòng bảng

| XH                  | Đội             | Bg | ST | T | H | B | Đ  | BT | BB | HS |
| ------------------- | --------------- | -- | -- | - | - | - | -- | -- | -- | -- |
| 1                   | Sénégal         | B  | 7  | 4 | 3 | 0 | 15 | 9  | 2  | +7 |
| 2                   | Ai Cập          | D  | 7  | 3 | 4 | 0 | 13 | 4  | 2  | +2 |
| 3                   | Cameroon        | A  | 7  | 4 | 3 | 0 | 15 | 14 | 7  | +7 |
| 4                   | Burkina Faso    | A  | 7  | 2 | 3 | 2 | 9  | 9  | 10 | -1 |
| Bị loại ở tứ kết    |                 |    |    |   |   |   |    |    |    |    |
| 5                   | Maroc           | C  | 5  | 3 | 1 | 1 | 10 | 8  | 5  | +3 |
| 6                   | Gambia          | F  | 5  | 3 | 1 | 1 | 10 | 4  | 3  | +1 |
| 7                   | Guinea Xích Đạo | E  | 5  | 2 | 1 | 2 | 7  | 3  | 4  | -1 |
| 8                   | Tunisia         | F  | 5  | 2 | 0 | 3 | 6  | 5  | 3  | +2 |
| Bị loại ở vòng 16   |                 |    |    |   |   |   |    |    |    |    |
| 9                   | Nigeria         | D  | 4  | 3 | 0 | 1 | 9  | 6  | 2  | +4 |
| 10                  | Bờ Biển Ngà     | E  | 4  | 2 | 2 | 0 | 8  | 6  | 3  | +3 |
| 11                  | Mali            | F  | 4  | 2 | 2 | 0 | 8  | 4  | 1  | +3 |
| 12                  | Gabon           | C  | 4  | 1 | 3 | 0 | 6  | 5  | 4  | +1 |
| 13                  | Malawi          | B  | 4  | 1 | 1 | 2 | 4  | 3  | 4  | -1 |
| 14                  | Guinée          | B  | 4  | 1 | 1 | 2 | 4  | 2  | 3  | -1 |
| 15                  | Cabo Verde      | A  | 4  | 1 | 1 | 2 | 4  | 2  | 4  | -2 |
| 16                  | Comoros         | C  | 4  | 1 | 0 | 3 | 3  | 4  | 7  | -3 |
| Bị loại ở vòng bảng |                 |    |    |   |   |   |    |    |    |    |
| 17                  | Zimbabwe        | B  | 3  | 1 | 0 | 2 | 3  | 3  | 4  | -1 |
| 18                  | Sierra Leone    | E  | 3  | 0 | 2 | 1 | 2  | 2  | 3  | -1 |
| 19                  | Ghana           | C  | 3  | 0 | 1 | 2 | 1  | 3  | 5  | -2 |
| 20                  | Sudan           | D  | 3  | 0 | 1 | 2 | 1  | 1  | 4  | -3 |
| 21                  | Algérie         | E  | 3  | 0 | 1 | 2 | 1  | 1  | 4  | -3 |
| 22                  | Guiné-Bissau    | D  | 3  | 0 | 1 | 2 | 1  | 0  | 3  | -3 |
| 23                  | Ethiopia        | A  | 3  | 0 | 1 | 2 | 1  | 2  | 6  | -4 |
| 24                  | Mauritanie      | F  | 3  | 0 | 0 | 3 | 0  | 0  | 7  | -7 |

## Phát sóng
Dưới đây là danh sách đài truyền hình phát sóng AFCON 2021:
| Quốc gia/vùng lãnh thổ | (Các) Đơn vị sở hữu bản quyền      | Nguồn  |
| ---------------------- | ---------------------------------- | ------ |
| Algeria                | Algeria TV1                        | [ 22 ] |
| Cameroon               | CRTV                               | [ 23 ] |
| Pháp                   | beIN Sports                        | [ 24 ] |
| Đức                    | Sportdigital                       | [ 24 ] |
| Ý                      | Discovery Channel                  | [ 24 ] |
| Vương quốc Anh         | BBC Sky UK                         | [ 24 ] |
| Châu Phi cận Sahara    | Canal+ StarTimes Sports SuperSport | [ 24 ] |
| Bắc Phi và Trung Đông  | beIN Sports                        | [ 24 ] |
| Châu Á-Thái Bình Dương | beIN Sports                        | [ 24 ] |
| Bắc Mỹ                 | beIN Sports                        | [ 24 ] |
| Nam Mỹ                 | ESPN                               | [ 24 ] |
| Trung Mỹ và Caribe     | ESPN                               | [ 24 ] |
| Bắc Âu                 | NENT Group                         | [ 24 ] |
| Đông Âu                | Sport Klub                         | [ 24 ] |
| Thế giới               | CAF TV (Youtube)                   | [ 24 ] |

## Bên lề

### Trọng tài trận Tunisia vs. Mali
Trong trận đấu đầu tiên của bảng F giữa Tunisia và Mali, trọng tài người Zambia Janny Sikazwe đã kết thúc trận đấu ở phút 85. Sau khi nhận ra sai lầm, ông yêu cầu hai đội vào sân thi đấu tiếp, và tiếp tục đưa ra những quyết định gây tranh cãi với một thẻ đỏ được rút ra dù ông đã được đề nghị xem VAR. Sau đó, ông cho trận đấu kết thúc ở phút 89:40 mà không cho bất cứ phút bù giờ nào.
Tuy nhiên, trọng tài đã tuyên bố cho trận đấu trở lại sau 25 phút dừng lại để hoàn thành, nhưng các cầu thủ Tunisia từ chối thi đấu. Một báo cáo pháp y nói rằng Sikazwe bị say nắng, điều này góp phần khiến ông xử lý sai trận đấu.

### Quốc ca Mauritania
Trước trận đấu thứ hai của bảng F giữa Mauritania và Gambia, bài quốc ca cũ của Mauritania đã được phát ba lần, khi đội bóng này đang xếp hàng dài để chào cờ. Sau nhiều lần phát sai, các cầu thủ Mauritania đành hát quốc ca mà không có nhạc.

### Cổ động viên Cameroon giẫm đạp nhau
Trước trận đấu thứ 4 vòng loại trực tiếp giữa chủ nhà Cameroon và Comoros, diễn ra vào ngày 24 tháng 1 năm 2022 tại sân vận động Olembe, đã có một vụ giẫm đạp dữ dội bởi các cổ động viên Cameroon. Đám đông CĐV đã phá cổng sân vận động và giẫm đạp lên nhau. Theo một quan chức AFCON thì ít nhất 6 người đã thiệt mạng, còn hãng LSI Châu Phi thì trích lời các bác sĩ ở bệnh viện Messasi rằng họ đã tiếp nhận ít nhất 40 người bị thương do vụ giẫm đạp này. Theo ông Naseri Paul BIya, thống đốc khu vực miền trung của Cameroon, số lượng thương vong có thể còn cao hơn nữa.  